# Syssphinx albolineata
Syssphinx albolineata is een vlinder uit de familie nachtpauwogen (Saturniidae), onderfamilie Ceratocampinae.
De wetenschappelijke naam van de soort is voor het eerst geldig gepubliceerd door Grote & Robinson in 1866.